# Liste des évêques d'Arezzo
Cette liste recense les évêques du diocèse d'Arezzo. En 1975, Mgr Cioli, évêque d'Arezzo, est également nommé évêque de Sansepolcro puis aussi évêque de Cortone en 1978. Les trois sièges sont donc unis in persona episcopi. L'union plenière des trois diocèses est établie le 30 septembre 1986, en vertu du décret Instantibus votis de la congrégation pour les évêques, et la nouvelle circonscription ecclésiastique prend le nom de diocèse d'Arezzo-Cortone-Sansepolcro.

## Évêques
Liste des évêques d'Arezzo
- 270?-285 ? : Saint Satiro
- 285?-304 ? : Saint Donato
- 304?-325 ? : Gelasio
- 325-350 ? : Domiziano
- 350-370 ? : Severino
- 370-390 ? : Fiorenzo
- 390-410 ? : Massimiano
- 410-435 ? : Eusebio
- 435?-455 ? : Saint Gaudenzio
- 455-480 ? : Dicenzio
- 480-500 ? : Lorenzo Ier
- 500-515 ? : Gallo
- 515-530 ? : Benedetto Ier
- 530-545 ? : Olibrio
- 545-560 ? : Vindiciano
- 560-575 ? : Cassiano
- 575-590 ? : Dativo
- 590-598 ? : Dulcizio
- 598-620 ? : Innocenzo
- 620-640 ? : Maiuriano
- 640-655 ? : Servando
- 655-688 ? : Cipriano
- 688-700 ? : Bonomo
- 701-706 ? : Vitaliano
- 706-711 ? : Albano ou Alpan
- 711-720 ? : Luperziano
- 720-730 ? : Deodato
- 730-740 ? : Aliseo
- 740-753 ? : Stabile
- 753-782 ? : Cunemondo
- 783-805 ? : Ariberto
- 805-830 ? : Lamberto
- 830-850 ? : Pietro Ier
- 850-867 ? : Pietro II
- 867?-900 ? : Giovanni Ier
- 900-930 ? : Pietro III
- 930-950 ? : Teodicio
- 950-960 ? : Ugo
- 960-986 ? : Everardo
- 986-1010 : Elemperto
- 1010-1013 ? : Guglielmo
- 1014-1023 : Adalberto ou Alberto
- 1023-1036 : Teodaldo
- 1036-1051 : Immone
- 1052-1062 : Arnaldo
- 1062-1096 : Costantino
- 1097-1104 ? : Sigfrido
- 1105-1114 : Gregorio Ier
- 1114-1129 : Guido Ier Boccatorta
- 1129-1136 : Buiano
- 1136-1142 : Mauro
- 1142-1175 : Girolamo Ier
- 1176-1186 : Eliotto
- 1186-1187 : Gualando
- 1188-1203 : Amedeo
- 1203-1212 : Gregorio II
- 1213-1235 : Martino
- 1236-1248 : Marcellino
- 1248-1289 : Guglielmino degli Ubertini
- 1289-1312 : Ildebrandino Guidi
- 1312-1325 :  Guido II Tarlati
- 1326-1365 : Boso degli Ubertini
- 1365-1371 : Jacopo de' Militi
- 1371-1375 : Giovanni II Albergotti
- 1375-1390 : Giovanni III Albergotti
- 1390-1391 : Antonio Ier Archeoni
- 1391-1403 : Angelo Ricasoli
- 1404-1411 : Pietro IV Ricci
- 1411-1413 : Cappone Capponi
- 1413-1433 : Francesco Ier da Montepulciano
- 1433-1456 : Roberto degli Asini
- 1456-1461 : Filippo de' Medici
- 1461-1473 : Lorenzo II degli Acciaiuoli
- 1473-1497 : Gentile de'Becchi - Ami de Marsile Ficin et d'Ange Politien, percepteur de Laurent de Médicis, il remplit plusieurs missions d'ambassadeur pour le compte de Florence et le compliment qu'il prononça en 1492 à l'occasion de l'élection d'Alexandre VI fut considéré comme un modèle du genre[1].
- 1497-1508 : Cosimo dei Pazzi
- 1508-1511 : Raffaele Riario
- 1511-1518 : Girolamo II Sansoni
- 1518-1522 : Francesco II Armellini
- 1522-1525 : Ottaviano Sforza
- 1525-1537 : Francesco III Minerbetti
- 1537-1574 : Bernardetto Minerbetti
- 1574-1589 : Stefano Bonucci
- 1589-1611 : Pietro V Usimbardi
- 1611-1637 : Antonio II de' Ricci
- 1638-1671 : Tommaso Salviati
- 1672-1677 : Nereo-Neri Corsini
- 1677-1682 : Alessandro Strozzi
- 1683-1691 : Giuseppe-Ottavio Attavanti
- 1691-1704 : Giovan-Matteo Marchetti
- 1704-1724 : Benedetto II Falconcini
- 20 décembre 1724-4 novembre 1732 : Giovanni Antonio Guadagni
- 1733-1734 : Francesco IV Guidi
- 1734-1753 : Carlo-Filippo Incontri
- 1755-1772 : Jacopo-Gaetano Inghirami
- 1775-1778 : Angiolo Franceschi
- 1778-1799 : Niccolò Marcacci
- 20 septembre 1802-6 mai 1825 : Agostino Albergotti
- 1827-1839 : Sebastiano Maggi
- 1843-1860 : Attilio Fiascaini
- 1867-1891 : Giuseppe Giusti
- 14 décembre 1891-18 octobre 1904 : Donnino Donnini
- 14 novembre 1904-3 juillet 1919 : Giovanni IV Volpi
- 18 décembre 1919-23 décembre 1961 : Emanuele Mignone
- 23 décembre 1961-11 avril 1983 : Giovanni-Telesforo Cioli
- 11 avril 1983-8 juin 1996 : Giovanni V D'Ascenzi
- 8 juin 1996-25 juillet 1998 : Flavio-Roberto Carraro
- 21 novembre 1998-16 juillet 2009 : Gualtiero Bassetti
- 16 juillet 2009-15 septembre 2022 : Riccardo Fontana
- depuis le 15 septembre 2022 : Andrea Migliavacca

## Sources
- (en) L'Annuaire pontifical sur Catholic-Hierarchy
- (it) Site de l'évêché d'Arezzo